# Мінден (Західна Вірджинія)
Мінден (англ. Minden) — переписна місцевість (CDP) в США, в окрузі Фаєтт штату Західна Вірджинія. Населення — 250 осіб (2010).

## Географія
Мінден розташований за координатами 37°58′36″ пн. ш. 81°6′58″ зх. д. / 37.97667° пн. ш. 81.11611° зх. д. (37.976772, -81.116085).  За даними Бюро перепису населення США в 2010 році переписна місцевість мала площу 1,28 км², уся площа — суходіл.

## Демографія
Згідно з переписом 2010 року, у переписній місцевості мешкало 250 осіб у 101 домогосподарстві у складі 64 родин. Густота населення становила 195 осіб/км².  Було 120 помешкань (94/км²).
Расовий склад населення:
| - 93,2 % — білих - 2,4 % — чорних або афроамериканців |

До двох чи більше рас належало 4,4 %. Частка іспаномовних становила 0,4 % від усіх жителів.
За віковим діапазоном населення розподілялося таким чином: 21,6 % — особи молодші 18 років, 66,4 % — особи у віці 18—64 років, 12,0 % — особи у віці 65 років та старші. Медіана віку мешканця становила 41,0 року. На 100 осіб жіночої статі у переписній місцевості припадало 88,0 чоловіків;  на 100 жінок у віці від 18 років та старших — 90,3 чоловіків також старших 18 років.
За межею бідності перебувало 58,1 % осіб, у тому числі 23,2 % дітей у віці до 18 років та 100,0 % осіб у віці 65 років та старших.
Цивільне працевлаштоване населення становило 77 осіб. Основні галузі зайнятості: інформація — 37,7 %, виробництво — 33,8 %, транспорт — 28,6 %.